# FK 보주도바츠
FK 보주도바츠(세르비아어: Фудбалски клуб Вождовац / Fudbalski klub Voždovac)는 베오그라드의 보주도바츠를 연고로 하는 세르비아의 축구 클럽이다. 현재는 프르바 리가에 참가하고 있다.

## 선수 명단

### 현역
- 라자르 아르시치(2019, 2021 ~ )
- 이삭 콰베나 아서
- 켈빈 아고
- 닉사 부야노비치
- 다닐로 테오도로비치
- 안드리자 디메스키
- 주니어 플레밍(2023 ~ )
- 노박 텝시치
- 로드리고 가리 빌카 베테타(2023 ~ )